# Fabrizio Vidale
Fabrizio Vidale (* 2. února 1970 Řím) je italský herec a hlasový herec.

## Život
Narodil se jako syn historického herce Franca Latiniho a herečky Piery Vidale a je také nevlastním bratrem Latiniho dvou dcer Laury a Ilarie, které jsou rovněž hlasovými herečkami. Stal se oficiálním italským hlasem Jacka Blacka. V některých filmech daboval také Marlona Wayanse, Martina Lawrence, Willa Smithe a Chrise Rocka. Je známý tím, že namluvil Bilba Pytlíka v italské verzi filmové série Hobit a také postavu War Machine v italsky dabovaných verzích filmů Marvel Cinematic Universe.
Z jeho rolí v animovaných filmech je třeba zmínit jeho italský hlas 
Prasátka v seriálu Medvídek Pú od roku 1989 do roku 2003, kdy ho nahradil Luca Dal Fabbro. Mezi jeho další role v italském dabingu patřil král Candy ve filmu Raubíř Ralf, Maui ve filmu Moana a B.O.B. ve filmu Monstra vs. Vetřelci.

### Osobní život
Má dvě dcery, které se také věnují hlasovému herectví. Jeho otec zemřel na mozkovou mrtvici v den jeho 21. narozenin.

## Filmografie

### Kinematografie
- Io zombo, tu zombi, lei zomba (1979)
- L'estate sta finendo (1987)
- Ultrà (1991)
- Donne con le gonne (1991)
- Un cane sciolto (1991)[2]
- Fuochi d'artificio (1997)
- Naja (1997)
- Il decisionista (1997)
- Lucky and Zorba (1998) – hlas
- The Good Pope: Pope John XXIII (2003)[3][4]

## Dabingové role

### Animované
- Jacques von Hämsterviel – Stitch! The Movie, Leroy & Stitch, Lilo & Stitch: The Series
- Mr. Weenie – Lovecká sezóna, Lovecká sezóna 2, Lovecká sezóna 3
- Prasátko – Medvídek Pú (1989–2003)
- Pedro – Rio, Rio 2
- Nelson Muntz (2. hlas), Carl Carlson (1. hlas) – Simpsonovi
- Speedy Gonzales – Looney Tunes (1996–2006)
- B.O.B – Monstra vs. Vetřelci, Monsters vs Aliens: The Series
- Maui – Moana
- Gunter – Zpívej
- Tip – The Little Mermaid II: Return to the Sea
- král Candy – Raubíř Ralf
- Strýček Skrblík – Kačeří příběhy
- Barry B. Benson – Pan Včelka
- Cubert Farnsworth – Futurama
- Pepé the King Prawn – It's a Very Merry Muppet Christmas Movie
- Dipsy (1. hlas) – Teletubbies
- Koumák (2. hlas) – Šmoulové
- mladý Copper – Liška a pes
- Duch minulých vánoc – Vánoční koleda
- Fife – Beauty and the Beast: The Enchanted Christmas
- detektiv Bill Stork – Karcoolka
- Igor Dr. Schadenfreudea – Igor
- Hackus – Šmoulové 2
- Owen – Total Drama
- Curley – Soul
- Kyle Broflovski (1. hlas) – Městečko South Park
- Flynn – Doba ledová 4: Země v pohybu
- Ross – Angry Birds ve filmu
- Paris – Gnomeo & Juliet
- strýček Ubb – Lorax
- Sergei – Tajný život mazlíčků 2
- Ducky – Toy Story 4: Příběh hraček
- Félix Madrigal – Encanto
- Bowser – Super Mario Bros. ve filmu
- Biclops – ChalkZone
- Lucifer – Hazbin Hotel

### Hrané
- James Rhodes – Iron Man, Iron Man 2, Iron Man 3, Avengers: Age of Ultron, Captain America: Občanská válka, Avengers: Infinity War, Captain Marvel
- Bilbo Pytlík – Hobit: Neočekávaná cesta, Hobit: Šmakova dračí poušť, Hobit: Bitva pěti armád
- Shorty Meeks – Scary Movie, Scary Movie 2
- Marion Moseby – Sladký život na moři, The Suite Life Movie
- Black Doug – Pařba ve Vegas, The Hangover Part III
- R. L. Stine / Slappy the Dummy – Husí kůže, Husí kůže 2: Ukradený Halloween
- Barry Judd – High Fidelity
- Dewey Finn – Škola ro(c)ku
- Carl Denham – King Kong
- Ignacio – Nacho Libre
- Miles Dumont – Prázdniny
- Malcolm – Svatba podle Margot
- Jerry McLean – Be Kind Rewind
- Jeff Portnoy – Tropická bouře
- Zed – Rok jedna
- Lemuel Gulliver – Gulliver's Travels
- Jack Black – Mupeti
- Bernie Tiede – Bernie
- Daniel Gregory Landsman – The D Train
- Sheldon Oberon – Jumanji: Vítejte v džungli!, Jumanji: Další level
- Jonathan Barnavelt – Čarodějovy hodiny
- Bagger Vance – Legenda o slavném návratu
- Calvin Simms – Little Man
- Gawain MacSam – Lupiči paní domácí
- Marcus Copeland – White Chicks
- Wallace A. Weems – G. I. Joe
- Jack Twist – Zkrocená hora
- Marion Moseby – Sladký život Zacka a Codyho
- plešatý muž – Řada nešťastných příhod
- Steven Jacobs – Zrození Planety opic